# Е (графство)
Графство Е (фр. Comté d'Eu) — невелике графство на крайньому північному сході Нормандії у середньовіччі. Графство було утворене у кінці X століття з метою оборони нормандського кордону від Фландрії. Адміністративним центром було місто Е. На ранніх етапах свого існування графство було васальним по відношенню до герцога Нормандії, а пізніше — королів Франції. Залишки автономії гафства Е були ліквідовані у XVI столітті, тим не менше титул графа Е зберігся до XX століття.

## Географія
Графство Е розташовувалось на лівому березі річки Бресль, яка грала роль кордону між Нормандією та Пікардією. На півночі територія графства доходила до Ла-Маншу, а на півдні обмежувалась Омальським графством та областю Бре. Адміністративним центром був замок Е біля гирла річки Бреслю. У теперішній час територія графства є складовою частиною департаменту Приморська Сена.

## Історія

Графство Е на мапі королівства Франція (в складі Герцогства Нормандія) станом на 1180 рік

Перше свідчення про існування графства Е сягає 996 року, коли нормандський герцог Річард І передав замок Е із землями, що його оточували з титулом графа своєму незаконнонародженому синові Годфриду де Бріонну. Графство створювалось як прикордонна марка, яка мала захищати герцогство Нормандське з північного сходу, з боку Фландрії та володінь пікардійських баронів. Син Годфрида де Бріонна Гілберт виконував функції правителя Нормандії під час неповноліття Вільгельма Завойовника, але 1040 року він був убитий, після чого графство перейшло іншому побочному синові Річарда І Вільгельму. Нащадки Гілберта де Бріонна знайшли притулок у Фландрії, а пізніше перебрались до Англії, де стали засновниками дому де Клер, який відіграв одну з центральних ролей в історії Англії, Уельсу та Ірландії ХІІ-ХІІІ ст.. У той час у графстві Е встановилась влада роду Вільгельма д'Е. Його представники неодноразового брали участь у повстаннях проти королів Англії, внаслідок чого володіння графів суттєво скоротились по обох берегах Ла-Маншу.
1202 року графство Е було захоплене французьким королем Філіпом ІІ Августом і перейшло під контроль Франції. З 1260 у графстві встановилась влада дому Брієннів, які одночасно були спадковими конетаблями Франції. Але 1350 року Рауль де Брієнн був страчений королем Іоанном ІІ за підозрою у зраді, і графство було передане Жану д'Артуа синові знаменитого Робера ІІІ д'Артуа, однієї з найголовніших дійових осіб французької політичної сцени епохи перед та початку Столітньої війни. Син Жана Філіпп д'Артуа, граф д'Е прославився як видатний полководець та один з останніх хрестоносців: він брав участь у походах у Палестину, Єгипет, Туніс, був узятий у полон турками у відомій битві при Нікополі 1396 року. З обривом чоловічої лінії дому Артуа у 1472 графство Е перейшло до племінника останнього графа — Жана Бургундського, графа Неверського.
1477 року права на Е були продані Карлу Сміливому, герцогу Бургундському. Після його смерті почалась довготривала боротьба за бургундський спадок між Габсбургами та королями Францї. Графство Е, а також Пікардію та саме Бургунське герцогство захопив Людовик ХІ, що було визнано Аррасським договором 1482 р., і пізніше територія графства була включена у склад Руанського генералітету. Титул графа д'Е зберігся і з 1492 по 1633 рр. належав представникам німецького дому Марк-Клеве, після чого перейшов до Гізів. Наприклад, графом д'Е був Генріх II де Гіз, лідер Неаполітанської революції 1647—1648 рр. У 1660 р. титул і володіння графів д'Е були продані Анні де Монпансьє, відомій «Великій мадемуазелі» — одній з керівниць Фронди та відомій мемуаристці. Але вже у 1681 р. вона передала Е Луї-Августу де Бурбону, позашлюбному синові Людовика XIV та мадам де Монтеспан. Після припинення лінії прямих нащадків герцога Менського титул графа д'Е у 1775 р. отримав Луї-Жан-Марі де Бурбон, герцог де Пент'євр, адмірал Франції, чия дочка та спадкоємиця вийшла заміж за герцога Орлеанського. Це дало можливість після Французької революції претендувати на цей титул представникам Орлеанської гілки династії Бурбонів. Так, графом д'Е іменувався Гастон Орлеанський, онук короля Луї-Філіппа, який одружився з Ізабеллою, спадкоємицею престолу Бразильської імперії і нащадки якого до сьогоднішнього часу є претендентами на корону Бразилії.

## Список графів д'Е

### Нормандська династія
- 996—1015 : Годфрид де Бріонн († 1015), побічний син Річарда I, герцога Нормандії;
- 1015—1040 : Гілберт де Бріонн († 1040), син попереднього;
- 1040—1058 : Вільгельм I († 1058), побічний син Річарда I;
- 1058—1093 : Роберт († 1093), лорд Гастінгс, син попереднього;
- 1093—1096 : Вільгельм II († 1140), лорд Гастінгс, син попереднього;
- 1096—1140 : Генріх I († 1140), лорд Гастінгс, син попереднього;
- 1140—1170 : Жан д'Е († 1170), лорд Гастінгс, син попереднього;
- 1170—1191 : Генріх II († 1191), лорд Гастінгс, син попереднього;
- 1191—1246 : Аліса д'Е, дочка попереднього;
1213—1219 : Рауль I де Лузиньян († 1219), сеньйор д'Іссуден, чоловік попередньої.

### Дім де Лузиньян
- 1246—1250 : Рауль II де Лузиньян († 1250), сеньйор д'Іссуден, син попередніх;
- 1250—1260 : Марія де Лузиньян (1250—1260), дочка попереднього;
1250—1260 : Альфонс де Брієнн (1227—1270), син Іоанна де Брієн, короля Єрусалимського та імператора Латинської імперії.

### Дім де Брієнн
- 1260—1294 : Жан I де Брієнн († 1294), син попередніх;
- 1294—1302 : Жан II де Брієнн († 1302), граф де Гін, син попереднього;
- 1302—1344 : Рауль III де Брієнн († 1344), граф де Гін, конетабль Франції, син попереднього;
- 1344—1350 : Рауль IV де Брієнн († 1350), син попереднього.
- 1350: графство конфіскував король Франції та передав Жану д'Артуа.